# Endemismo en las aves
Este artículo sobre el endemismo en las aves es una página madre de una serie de artículos que proveen información sobre el endemismo en las aves en varias zonas zoogeográficas del Mundo.
El término endémico en el contexto de endemismo de aves, se refiere a cualquier especie que se encuentre solo en un área específica. No hay límite superior en el tamaño de dicha área geográfica, que aunque irrelevante podría referirse también hasta el de la Tierra. En la práctica el área más grande para la que se usa el término es el de región zoogeográfica.
Birdlife International ha definido el término de endémico de distribución restringida para cualquier especie cuya distribución histórica es menor que 50.000 km².

## Patrones de endemismo
El endemismo es particularmente notable cuando no solo una especie en particular está confinada a un área dada, sino todo un taxón de nivel superior (como género, familia o incluso orden).
Casi todos los órdenes están representados en al menos dos continentes. Los órdenes con la distribución más restringida son Coliiformes (de África subsahariana) y Tinamiformes (de Centro y Sud América).
Al nivel de familia, el endemismo se presenta ampliamente. Como ejemplos están:
- El kagú (Rhynochetidae), familia monotípica que se encuentra solo en Nueva Caledonia
- La sigua de palma (Dulidae), otra familia monotípica presente solo en la Española en las Antillas.
- Los kiwis (Apterygidae), familia de cinco especies, todas de Nueva Zelanda.[3]
- Los tódidos, familia de cinco especies (cartacuba, sampedrito, chicuí, barrancolí y tody), presentes solo en las Antillas Mayores.
- Los trepadores mieleros hawaianos (Drepanididae), familia presente solo en las Islas Hawái
- Australia tiene muchas familias endémicas

- Madagascar tiene varias familias endémicas y otras endémicas de Madagascar más islas cercanas.[4]
- Sri Lanka exhibe uno de los niveles más altos de endemismo en aves.

## Áreas de Aves Endémicas
Birdlife International ha definido el concepto de Áreas de Aves Endémicas (EBA). Estas son las regiones del mundo en que se superponen las áreas de dos o más especies de distribución restringida.
Para apoyar esto, también introdujeron el concepto de Área Secundaria, para áreas que contienen solo una especie de distribución restringida. 
Vea también:
Lista de Áreas de Aves Endémicas del Mundo
Lista de Áreas Secundarias

## Publicaciones sobre endemismo en las aves
Birdlife International ha producido dos publicaciones sobre endemismo en las aves:
- en:Putting biodiversity on the map: priority areas for global conservation C. J. Bibby, N. J. Collar, M. J. Crosby, M.F. Heath, Ch. Imboden, T. H. Johnson, A. J. Long, A. J. Stattersfield and S. J. Thirgood (1992) ISBN 0-946888-24-8
- en:Endemic Bird Areas of the World: Priorities for Biodiversity Conservation Alison J. Stattersfield, Michael J. Crosby, Adrian J. Long and David C. Wege (1998) ISBN 0-946888-33-7

## Lista de artículos sobre aves endémicas de regiones individuales
Esta lista está incompleta; puedes ayudar a completarla.
Aves endémicas del Palaeártico
- Aves endémicas del Paleártico Occidental (Europa , Norte de África y Asia Occidental)
- Aves endémicas de Asia Central
- Aves endémicas de Japón

Aves endémicas de los Afrotrópicos y regiones Malgaches
- Aves endémicas del oriente de África
- Aves endémicas del occidente de África
- Aves endémicas del sur de África
- Aves endémicas de Madagascar e islas del Océano Índico occidental

Aves endémicas de la Región Oriental
- Aves endémicas del Subcontinente Indio
- Aves endémicas de las islas Andamán y Nicobar
- Aves endémicas del sudeste de Asia
- Aves endémicas de Península Malaca, Sumatra, Java y Bali
- Aves endémicas de Borneo
- Aves endémicas de Sulawesi e islas cercanas
- Aves endémicas de las Filipinas
- Aves endémicas de Taiwán

Aves endémicas de Australasia y el Pacífico
- Aves endémicas de Australia
- Aves endémicas de Nueva Guinea e islas vecinas
- Aves endémicas de Nueva Zelanda
- Aves endémicas de Nueva Caledonia
- Aves endémicas de Hawái

Aves endémicas de América del Norte
- Aves endémicas de América del Norte oriental
- Aves endémicas de América del Norte occidental
- Aves endémicas de las Antillas
- Aves endémicas de México y el norte de América Central
- Aves endémicas del sur de América Central

Aves endémicas de América del Sur
- Aves endémicas de las islas Galápagos
- Aves endémicas del norte de América del Sur

Aves endémicas de Otras Regiones
- Aves endémicas de las islas del sur del Atlántico